# Bertiera annobonensis
Bertiera annobonensis är en måreväxtart som beskrevs av George Taylor och Gottfried Wilhelm Johannes Mildbraed. Bertiera annobonensis ingår i släktet Bertiera och familjen måreväxter.
Artens utbredningsområde är Annobón. Inga underarter finns listade i Catalogue of Life.